# Friedrich August Körner
Friedrich August Körner (magyarosan Körner Frigyes Ágost) (Nietleben, ma Halle an der Saale része, 1814. április 17. – Drezda, 1888. január 30.) kereskedelmi akadémiai igazgató.

## Élete
Gimnasiumi, teológiai és bölcseleti tanulmányai után 1844-ben Halléban a reáliskola tanára lett, ahol a Pädagogische Monatschriftet, majd Der praktische Schulmann és Die höhere Bürgerschule című lapokat alapította. Érdemtelen mellőzések által elkedvetlenítve, elhagyta hazáját és Fritsch Vilmos meghívására 1857-ben a pesti kereskedelmi akadémiában vállalt tanári állást. Zickwolff Károly Vilmos Ede után egy évig dr. Szabó Józseffel együtt mint ideiglenes társigazgató, majd Szabó leköszönése után 1862-től mint véglegesen megválasztott igazgató működött. Az intézet gyökeres megmagyarosítása érdekében a vezérlő bizottság 1871-ben igazgatói állásától egyezség útján fölmentette, mire Körner évi 1500 forintban megállapított nyugdíjával Drezdába vonult vissza.

## Művei
- Vaterländische Bilder aus Ungarn, Siebenbürgen, Kroatien, Slavonien, Küstenland... Leipzig, 1858 (két kötet, fametszetű rajzokkal)
- Lehrbuch der Naturgeschichte und Waarenkunde, Pest, 1869

Írt még több pedagógiai, földrajzi, fizikai, történelmi munkát, összesen 40-45 kötetet, melyek külföldön jelentek meg, de nem érdeklik hazánkat, melylyel szemben ellenszenves állást foglalt el.

### Magyarul
- A virágok. Játék versben; Körner Frigyes német eredetije után szabadon ford.; 1911